# پایان ایمان
پایان ایمان: مذهب، ترس و آیندهٔ خرد (به انگلیسی: The End of Faith: Religion, Terror, and the Future of Reason) کتابی‌ست نوشتهٔ سم هریس در خصوص دین سازمان‌یافته، تعارض بین ایمان مذهبی و اندیشهٔ منطقی و معضلات بردباری نسبت به بنیادگرایی مذهبی.
هریس نوشتن کتاب را پس از حملات ۱۱ سپتامبر -که وی آن را غم و اندوه جمعی خوانده- آغاز کرد. این کتاب شامل نقدهای زیادی درباب تمام انواع اعتقادات مذهبی است.

پایان ایمان برای بار اول در اوت ۲۰۰۴ منتشر شد و در سال ۲۰۰۵ جایزه پن / مارتا آلبراند PEN/Martha Albrand را گرفت.

## خلاصهٔ کتاب

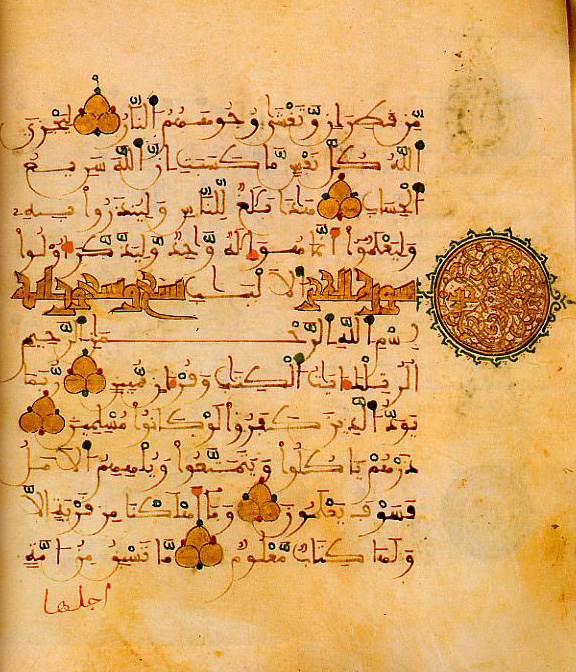
مرتبط

کتاب با یک گزارش ادبی از آخرین روز زندگی یک بمب‌گذار انتحاری آغاز می‌شود. در مقدمه، هریس خواهان پایان احترام و بردباری نسبت به اندیشهٔ مذهبی است. هریس در حالی‌که خطر افراطی‌های مذهبی را - که اکنون به سلاح کشتارجمعی هم مسلح شده‌اند- را خاطرنشان می‌کند، میانه‌روی مذهبی را هم نقد می‌کند. زیرا به زعم او این زمینه‌ای است که در آن هرگز نمی‌توان به قدر لازم با افراطی‌گری مذهبی مبارزه کرد.
سپس هریس با بررسی واقعیت هستی بحث را ادامه می‌دهد و نظریه آزادی عقیده را به چالش می‌کشد. زیرا به نظر او عقاید باید منطقی و بیانگر دنیای واقع باشند. وقتی‌که مذهب توانایی اثبات خود از طریق مدارک ملموس را ندارد، هریس ایمان داشتن را به یک بیماری روانی تشبیه می‌کند. هریس می‌پذیرد که «سلامت عقل در جامعهٔ انسانی‌ست» اما می‌گوید: «این اتفاقی بوده که در تاریخ بشر، اعتقاد به شنیده شدن دعای شما توسط خالق جهان یک امر عادی به شمار می‌رود و این‌که فکر کنید خدا از طریق قطرات بارانی که به پنجرهٔ اتاق خواب شما می‌خورد با شما ارتباط برقرار می‌کند دیوانگی به شمار نرود.»

سپس هریس با یک سیر کوتاه در تاریخ مسیحیت به تفتیش عقاید، اعدام جادوگران و یهودستیزی اشاره می‌کند و ازین گذشته، هولوکاست را هم نتیجهٔ منطقی مسیحیت می‌داند و می‌گوید: «عامداً یا سهواً، نازیها مأموران دینی بوده‌اند.»

از جنبه‌های بحث‌انگیز کتاب پایان ایمان، انتقاد آن از اسلام است که هریس از آن با عنوان کیش مرگ یاد می‌کند. او پیوندی عمیق بین آموزه‌های اسلام و حملات تروریستی از جمله یازده سپتامبر می‌بیند و برای این مدعایش جملاتی مبنی بر استفاده از خشونت از قرآن نقل می‌کند.

هریس همچنین به نقش سیاسی جناح راست مسیحی در ایالات متحده آمریکا و تأثیرش بر قوانین داروها، تحقیقات مربوط به سلول‌های بنیادی و پیش‌گیری از شیوع ایدز در کشورهای در حال توسعه اشاره می‌کند. سپس هریس به عباراتی چون خیر و شر اشاره می‌کند و ادعا می‌کند اخلاق باید در جهت مسائلی چون شادی و نیک‌بختی انسان تعریف شود.

در نهایت هریس به معنویت می‌پردازد و می‌گوید تا زمانی که معنویت غربی مورد توجه باشد «ما بر شانه‌های کوتوله‌ها ایستاده‌ایم». سپس به خودآگاهی اشاره می‌کند و شرح می‌دهد که چگونه انسان می‌تواند با به کار گرفتن تکنیک‌های مدیتیشن مرز بین خود و طبیعت را از میان بردارد. هریس با این ایده مخالف است که چیزی فراطبیعی در این عقاید باشد.
 تنها فرشتگانی که باید از آنان مدد بخواهیم در درون ماست: خرد، راستی و عشق. و تنها شیاطینی که بایستی از آنها بهراسیم هم در درون ما کمین کرده‌اند: بی‌اعتنایی، نفرت، طمع و ایمان، که مطمئناً شاهکاری شیطانی است.